# Phainias d'Érèse
Phainias,  en grec ancien Φαινίας, est un philosophe péripatéticien et botaniste du IVe siècle av. J.-C.

## Biographie
Né à Érèse dans l’île de Lesbos, Phainias est compatriote, ami et condisciple de Théophraste. Arrivé à Athènes vers 332 av. J.-C., Phainias s’attacha à l’école d’Aristote. Son principal intérêt allait à l'histoire. Commentateur d’Aristote pour ce qui est des sciences et de la logique, il fut aussi un continuateur de ses travaux.

## Doctrine
Phainias est opposé aux sophistes ; opposé à Diodore Cronos, adepte de la dialectique éristique, dans son ouvrage intitulé Contre Diodore, il attribue au sophiste mégarique Polyxène une forme d’argument du troisième homme :
« Si l’homme est homme par sa participation, par son commerce avec l’idée et l’homme en soi, il faut qu’il y ait un homme dont l’existence dépende de celle de l’idée. Or, ce n’est pas l’homme en soi qui est par une participation avec l’idée, car il est lui-même l’idée ; ce n’est pas non plus quelque homme particulier. Reste donc ce que ce soit un troisième homme, dont l’existence dépend de l’idée. »

## Histoire
Selon Plutarque de Chéronée, Phainias était versé en histoire. Il est l’auteur de Prytanées d'Érèse,. Il s’intéressa aux tyrannies, dans son île et ailleurs, en Sicile entre autres, et avait traité des tyrans et de la tyrannie dans un ouvrage intitulé Assassinats de despotes tués par vengeance. 

## Histoire naturelle
Phainias, le premier, signale les agames. Il étudia les ombellifères et les légumineux : « certaines plantes n’ont ni fleurs, ni organes de fructification apparents, comme les champignons, les mousses, les fougères ». Son ouvrage Sur les plantes, en rapport avec l’œuvre de Théophraste, s’intéresse plus particulièrement à la précision des définitions et aux soins  des jardins, et de ceux qu’il faut apporter aux plantes. De son traité Sur les plantes, cité par Gallien, il ne reste plus qu’un très petit nombre de fragments qui portent à croire que l'ouvrage traitait surtout des fruits. Phainias parle des vertus de l’ortie, et prolonge entre autres les détails de Théophraste sur l’étude du panais, qu’il dit bon contre les morsures de reptiles 

## Littérature
Dans son ouvrage Des poètes, Phainias traita des musiciens et comédiens athéniens. Dans son traité Sur les Socratiques, il relate une discussion à laquelle participa Antisthène sur ce qu’il faut faire pour devenir kalos kagathos,. L'écrit Sur les Socratiques est mentionné deux fois par Diogène Laërce.

## Mentions bibliographiques
D’après Athénée de Naucratis, Phainias raconte dans un de ses ouvrages que le poète Philoxène de Cythère, gourmand, comme il soupait un jour chez Denys de Sicile, vit servir un gros barbeau au roi, tandis que lui-même en recevait un beaucoup plus petit dans son assiette. Il prit alors le barbeau dans la main et l’approcha de son oreille. Denys lui demandant pourquoi il faisait cela, Philoxène répondit qu’occupé par sa Galatée, il questionnait son barbeau sur ce qu’il voudrait savoir à l’égard de Nérée, mais qu’il ne répondait pas à ces questions, qu'on avait certainement pêché ce barbeau trop jeune et que donc il n’entendait pas. Philoxène dit encore à Denys qu’il était persuadé que le plus vieux (sous-entendant le plus gros) savait parfaitement ce qu'il désirait connaître. Denys rit de la plaisanterie et lui offrit ainsi son barbeau.

## Ouvrages
- Sur les Poètes
- Sur les Socratiques
- Sur Diodore
- Sur les Sophistes
- Sur les Plantes
- Les Prytanées d’Érèse
- Histoire des tyrans de Sicile
- Sur les Tyrans tués par vengeance

## Sources
- Pierre Pellegrin (dir.) (trad. du grec ancien), Aristote : Œuvres complètes, Paris, Éditions Flammarion, 2014, 2923 p. (ISBN 978-2-08-127316-0)
- Aldo Brancacci (trad. de l'italien), Antisthène : Le Discours propre, Paris, Éditions Vrin, 2005, 283 p. (ISBN 2-7116-1726-2, lire en ligne)

### Sources antiques
- Engels J., “Phainias of Eresos (1012)", Die Fragmente der Griechischen Historiker Continued, T4 Biography and Antiquarian Literature, T4a Biography, Fascicle 1 The Pre-Hellenistic period, Brill, 1998, FGrH 1012
- Wehrli F., Die Schule des Aristoteles, T9 Phainias von Eresos. Chamaileon. Praxiphanes, Bâle, 1969, p.10-21
- Müller K., Fragmenta historicorum Graecorum, T2, Didot, 1848, p.293-301

### Études
- Jean-Pierre Schneider, article « Phainias d'Érèse », dans Richard Goulet (éd.), Dictionnaire des philosophes antiques, vol. 5/1. Paris, CNRS Éditions, 2012,  (ISBN 978-2-271-07335-8), p. 266–273.